# Narcissus supramontanus
Narcissus supramontanus là một loài thực vật có hoa trong họ Amaryllidaceae. Loài này được Arrigoni mô tả khoa học đầu tiên năm 2006.